# Имидазол-1-сульфонилазид
Имидазол-1-сульфонилазид — органическое соединение, используемое в органическом синтезе как реагент для проведения реакции диазотрансфера. В виде гидрохлорида представляет собой белые, слегка гигроскопичные кристаллы. Впервые имидазол-1-сульфонилазид был предложен в 2007 году в качестве безопасной замены трифторметансульфонилазиду TfN3, поскольку его можно легко получать в лабораторных условиях и хранить в течение длительного времени.

## Получение
Первоначально предложенная методика синтеза имидазол-1-сульфонилазида была основана на удобной двухстадийной последовательности. Вначале хлористый сульфурил реагировал с азидом натрия в ацетонитриле, после чего к реакционной смеси добавлялся имидазол. Получаемый продукт приходилось очищать хроматографически. Чтобы повысить устойчивость имидазол-1-сульфонилазида, а также упростить его выделение и очистку, методика была доработана: имидазол-1-сульфонилазид осаждали из реакционной смеси этанольным раствором хлороводорода.
После того, как было опубликовано сообщение первооткрывателей соединения о том, что получение данного вещества может представлять собой некоторую опасность, была предложена альтернативная схема, в которой целевой продукт синтезировали, исходя из сульфонилдиимидазола.

## Физические свойства
Гидрохлорид имидазол-1-сульфонилазида легко растворяется в воде, ацетонитриле, диметилсульфоксиде, диметилформамиде и низших спиртах.
Соединение потенциально является взрывчатым. Изначально сообщалось, что гидрохлорид имидазол-1-сульфонилазида устойчив к удару, быстрому перемешиванию и продолжительному нагреванию при 80 °С. Позже выяснилось, что при длительном хранении это вещество может гидролизоваться и образовывать токсичную азидоводородную кислоту.

## Химические свойства
Основным свойством имидазол-1-сульфонилазида является его способность превращать амины в азиды в ходе реакции диазотрансфера. Обычно реакция между реагентом и амином проводится в метаноле в присутствии основания — карбоната калия и сульфата меди в качестве катализатора.
Наиболее широко данный реагент применяется на таких субстратах, как аминокислоты, аминосахара и анилины, что связано с их водорастворимостью, однако в последнее время были опубликованы исследования, где реакция диазотрансфера под действием имидазол-1-сульфонилазида проводилась на белках и пептидах, полимерах и дендримерах, магнитных наночастицах и олигонуклеотидах. Также реакция продемонстрировала высокую селективность при диазотрансфере с участием неомицина B, содержащего 6 аминогрупп. Исследователям удалось превратить в азид лишь одну из них за счёт подбора оптимального значения pH и продолжительности реакции.
Также данный реагент может взаимодействовать с карбонильными соединениями, имеющими активированную метиленовую группу, давая диазосоединения по α-положению.